# Moon Child
Moon Child è un film del 2003 diretto da Takahisa Zeze.
Uscito nei cinema giapponesi il 19 aprile 2003, il film venne mostrato il 13 maggio 2003 al Festival di Cannes e il 12 aprile 2004 al Philadelphia Film Festival.

## Trama
Nell'anno 2014, il Giappone soffre una gravissima crisi economica e la sua popolazione è costretta ad emigrare nella Cina continentale. Shō, Shinji e Toshi, sono tre ragazzi orfani che vivono in una città cinese chiamata Mallepa, un luogo dove vivono insieme cinesi e giapponesi. Tutti e tre sopravvivono commettendo alcuni furti. Durante una rapina, Sho incontra Kei, un giovane che si offre di riaccompagnarlo al suo nascondiglio. Quando gli orfani vengono attaccati da un uomo che i ragazzi avevano precedentemente derubato, Kei lo attacca e lo uccide rivelando così ai tre ragazzi di essere un vampiro.
Alcuni anni dopo, Sho ha ormai vent'anni ed è il capo di una banda di ladri composta da Kei e Toshi. Durante una rapina effettuata contro un'altra banda, essi fanno conoscenza con un taiwanese di nome Son. Son si è messo sulle tracce della banda dopo che il suo leader ha violentato sua sorella, Yi-Che. Sho, Kei, Son e Toshi diventano tutti amici e Sho rapidamente e senza scrupoli si innamora di Yi-Che, anche se è implicito che lei prova dei sentimenti per Kei. Toshi viene ucciso dalla mafia locale per aver aiutato Sho e Kei nelle loro rapine usando della pizza drogata per sedare i loro obiettivi. Ben presto Son e Yi-Che scopriranno che Kei è un vampiro.
Nove anni dopo, Kei ha lasciato la banda e Sho è capo del suo distretto a Mallepa e si è sposato con Yi-Che. Son è entrato a servizio di Mr. Chan, capo della mafia che si oppone a quella di Mallepa ed è ora nemico giurato di Sho. Sho va a trovare Kei, condannato per omicidio, in prigione e gli rivela che prima di sposare Yi-Che ha dovuto insistere molto con lei perché la ragazza era profondamente innamorata di Kei. La coppia ora ha una figlia insieme che hanno chiamato "Hana". Dopo aver ascoltato tutta la conversazione in silenzio, Kei afferma che temeva che l'amico fosse morto e che è contento che non lo sia.
Yi-Che si ammala di un tumore al cervello incurabile. Poco dopo questa diagnosi, gli uomini di Sho vengono uccisi per strada in pieno giorno. Anche il fratello di Sho, Shinji, viene ucciso. Deciso a vendicarsi, Sho contatta Kei e lo invita a rientrare nella sua banda. Kei, che nel frattempo è stato condannato a morte, sfugge alla sua esecuzione e ritorna per aiutare il suo amico. Sho chiede a Kei di trasformare Yi-Che in un vampiro in modo che essa possa così salvarsi dalla malattia e prendersi cura di loro figlia. Kei, furioso, si rifiuta ma accetta di affrontare Mr. Chan insieme a Sho e promette all'amico che, se dovesse succedergli qualcosa, sarà lui a prendersi cura della piccola Hana.
I due giungono al cospetto di Mr. Chan, il quale viene ucciso da due dei suoi uomini mentre Sho si confronta con Son. Nella lotta che avviene, Sho viene colpito da Son, il quale si ritrova poi a dover confrontarsi con Kei senza avere più proiettili nella pistola. Kei, furioso, uccide Son bruciandolo vivo. Kei poi raggiunge Sho, che sembra morire tra le braccia dell'amico.
Nel 2045, Hana è cresciuta e si prepara ora per andare all'università. Prima di partire dice addio a Kei, che l'ha cresciuta in assenza di Sho, e afferma di avere la sensazione di essere osservata. Dopo la sua partenza appare Sho, diventato un vampiro. Sho ringrazia Kei per essersi preso cura della figlia per tutti quegli anni perché egli non ha potuto affrontare quello che era diventato. Insieme i due uomini si dirigono in spiaggia e attendono l'alba per morire insieme. Il film si conclude con l'intera banda di nuovo in spiaggia alla luce del giorno, presumibilmente riuniti nell'aldilà o come reincarnazioni di se stessi in un'altra vita.

## Incassi
Girato con un budget stimato di 3.000.000 di dollari, il film ha incassato al botteghino nel solo Giappone 1.517.917 dollari. In totale il film ha incassato 3.713.831 dollari.

## Premi e nomination
| Anno | Cerimonia          | Premio            | Categoria                       | Ricevente     | Risultato       |
| ---- | ------------------ | ----------------- | ------------------------------- | ------------- | --------------- |
| 2004 | Blue Ribbon Awards | Blue Ribbon Award | Miglior attore non protagonista | Tarō Yamamoto | Vincitore/trice |